# Klovatina
Klovatina neboli rostlinná guma je přírodní látka, která se používá k lepení, k apretaci textilu, v potravinářství, polygrafii, lékařství a malířství. Jde o výměšky pocházející z některých druhů rostlin, které mají za úkol rostlinu chránit před vnějšími vlivy, proto bývají plné nestravitelných látek.
Přírodní gumy jsou polysacharidy přírodního původu, které jsou schopné výrazně zvýšit viskozitu roztoku, i při malých koncentracích.

## Složení
Základ klovatiny tvoří směs komplexních polysacharidů, jejichž stavební jednotky jsou spojeny beta vazbami (podobně jako u celulózy). Klovatina je dobrý zdroj některých minerálních látek (vápník, hořčík, draslík, železo apod.). Ochrannou funkci zajišťují sekundární rostlinné metabolity, např. třísloviny.

## Příklady použití
Ve vodě rozpustná klovatina se používá jakožto arabská guma. Jde o klovatinu pocházející z mízy afrického stromu stromu akácie senegalské nebo akácie arabské (Acacia senegal a  Acacia seyal) z podčeledi citlivkovitých. Používá se například jako lepidlo na papír, aromatické vykuřovadlo, malířský a polygrafický stabilizátor či apretační látka na textil. 
Klovatina užívaná v potravinářství bývá někdy označována slovem tragant, což je slizová látka pocházejíci z některých asijských druhů rostliny zvané kozinec (zejména jde o druhy Astragalus gummifer, Astragalus adscendens a Astragalus microcephalus). Používá se jako stabilizátor, emulgátor a zahušťovadlo do cukrovinek, omáček a salátových zálivek .
Klovatina se také dá nalézt jakožto výtok u běžně pěstovaných peckovin (třešně, višně, meruňky, broskvoně, švestky, slívy), a to jak na těle stromu, tak i na ovoci (plodech). Zde jde o klej, který tvoří polysacharidy D-galaktosa a L-arabinosa.[rozpor]